# ویتفیلد، شهرستان ماناته، فلوریدا
ویتفیلد، شهرستان ماناته (به انگلیسی: Whitfield) یک منطقهٔ مسکونی در ایالات متحده آمریکا است که در شهرستان ماناته، فلوریدا واقع شده‌است. ویتفیلد، شهرستان ماناته ۳٫۷ کیلومتر مربع مساحت و ۲٬۹۸۴ نفر جمعیت دارد و ۵ متر بالاتر از سطح دریا واقع شده‌است.